# Terol
|  | Per a altres significats, vegeu «província de Terol». |

Terol (en castellà i oficialment, Teruel, i en aragonès i xurro Tergüel) és una ciutat a la zona meridional d'Aragó. Representa la capital de província menys poblada d'Aragó i del Regne d'Espanya, la qual duu el seu nom. És a la confluència dels rius Guadalaviar i Alfambra, i és a partir d'aquesta localitat que el primer dels dos comença a anomenar-se riu Túria. A la serra d'Albarrasí neix, a més, el Tajo. El seu clima es caracteritza per hiverns freds i estius càlids i secs.
És especialment coneguda pels seus pernils i pel seu art mudèjar, reconegut per la UNESCO com a Patrimoni de la Humanitat. La seva Festa Major se celebra el dilluns més proper al dia 10 de juliol (sant Cristòfor), coneguda com la Vaquilla de l'Àngel i caracteritzada per les marxes musicals pels carrers (xarangues), balls nocturns i braus encordats pels carrers del centre de la vila.
Entre els seus atractius turístics, es troben les edificacions mudèjars i modernistes, el mausoleu dels amants de Terol, el centre paleontològic Dinópolis i una gran riquesa natural. El seu art mudèjar recorda el seu passat multicultural. Els monuments més destacats d'aquest estil són l'església de Santa Maria, catedral de la diòcesi de Terol, les torres d'El Salvador, San Martí i San Pere, al peu de la qual es troba l'església que té el mateix nom, també d'art mudèjar.

## Climatologia
El clima de Terol és mediterrani continental de muntanya. A l'estiu les temperatures són suaus, malgrat que amb molta oscil·lació tèrmica, i a l'hivern són fredes, amb unes mínimes molt baixes, que a vegades baixen dels -10º. Les precipitacions presenten el seu mínim a l'hivern i un màxim al final de la primavera.

## Història
Terol va estar poblada des dels temps dels ibers; hi ha restes al jaciment del poblat ibèric. Després va ser ocupada pels romans, i en restaren poblacions on van existir campaments (Castralvo del llatí 'campament blanc'), fou ocupada per l'àrab Tarik, i cristianitzada per Alfons II d'Aragó; els seus habitants van intervenir en la conquesta de València als àrabs, i se li va atorgar el títol de ciutat el 1347 per la seva col·laboració en les guerres de la Unió.
Les tropes de Pere I de Castella van arribar a les portes de Terol el 25 de març de 1363, amb 24 màquines de guerra que castigaven la ciutat de dia i de nit i el jutge de Terol, com a màxima autoritat de la ciutat, davant el perill de veure la ciutat destruïda per les tropes castellanes, va obrir el portal de Sant Miquel el 3 de maig de 1363, i els castellans van arribar a controlar tota la ciutat durant algun temps. Des d'aquell llavors, el portal de Sant Miquel va passar a conèixer-se i denominar-se d'ara endavant com el portal de la Traïció. La ciutat va estar en mans castellanes fins al 5 d'abril de 1367.

### Guerra Civil
Terol va adquirir trista fama durant la Guerra Civil espanyola, en ser l'escenari de la denominada Batalla de Terol. Havent caigut en mans dels colpistes al principi de la guerra, va ser l'única ciutat presa pel govern de la Segona República espanyola i posteriorment reconquistada per les tropes del bàndol colpista. La ciutat va quedar pràcticament destruïda. Una dada curiosa és que en la Batalla de Terol es va utilitzar per primera vegada, i com a preludi del que succeiria a la Segona Guerra Mundial, l'avió alemany Ju-87 Stuka.

## Patrimoni i llocs d'interès

### Civil
- Torre de l'església del Salvador: la torre de l'església del Salvador de Terol és una edificació del mudèjar aragonès catalogada el 1986 com a Patrimoni de la Humanitat. Va ser erigida durant l'esplendor del Regne d'Aragó al segle xiv, quan encara la població musulmana pervivia a la ciutat gràcies als furs d'Alfons II.
- Torre de l'església de San Martín: és una torre porta goticomudèjar, de planta quadrada, amb estructura de minaret almohade, dividida interiorment en tres estances, que es cobreixen amb creueria senzilla. L'exterior està decorat amb maó i plaques de ceràmica. S'obren finestres de mig punt, d'arc ogival en parelles i grups de quatre. A la base, té una volta ogival que dona pas a un carrer.
- La Escalinata: és una construcció neomudèjar i comunica el centre de la ciutat amb l'estació de ferrocarril. És una obra de comunicació d'època modernista; va ser construïda el 1921 al costat del viaducte, i aquestes dues construccions són les vies d'accés i expansió de la ciutat medieval a la moderna. L'escalinata té el famós mural dels Amants.
- Plaça "El Torico": la plaça del Torico, anomenada també plaça Major o del Mercat, ha ocupat al llarg de la història una posició cèntrica en la trama urbana de Terol des de l'edat mitjana. Actualment, la plaça està dominada per la petita escultura del Torico, elevada sobre un alt pedestal; la font central és de 1858. És una plaça porticada, on podem contemplar edificis modernistes com casa Ferran, la Madrileña o la casa el Torico.

### Religiós
- La catedral de Santa Maria: és una de les construccions més característiques de l'art mudèjar a Espanya, i una de les escasses catedrals, juntament amb la de Tarassona, construïda en aquest estil. La torre, el sostre i el cimbori són Patrimoni de la Humanitat des de 1986.
- Església de Sant Pere: és una església del segle xiv pertanyent a l'arquitectura mudèjar d'Aragó, declarada Patrimoni de la Humanitat. El campanar, la torre de Sant Pere, és l'exemple més antic del mudèjar de Terol i data del segle xiii. L'interior del temple va ser decorat entre 1896 i 1902 en estil modernista neomudèjar per Pau Monguió i Segura i l'artista plàstic Salvador Gisbert, que van erigir, a més, un nou claustre. En una de les capelles laterals, varen jeure els amants de Terol. Des de 2005, es visiten en el mausoleu dels Amants, un espai museístic construït annex a l'església.